# Psalidium maxillosum
Psalidium maxillosum är en skalbaggsart som först beskrevs av Fabricius 1792.  Psalidium maxillosum ingår i släktet Psalidium, och familjen vivlar. Det är osäkert om arten förekommer i Sverige.